# 葛井亮平
葛井 亮平（くずい りょうへい、1977年3月30日 - ）は俳優。大阪府出身。身長175cm・体重63kg。大阪高校卒業
役者やタップダンスなどで活躍する実力派俳優。最近では、タップダンスをしつつ司会業や陶芸など幅広いジャンルで活躍している。

## 人物
爽やかななルックスにもかかわらず、悪役やアウトロー、異端・異形の役もこなす役者。イケメンのサムライを演じたと思えば、おかしな動きをするカッパも平然とこなすその演技力は、型に嵌らない才能をもつ。
上記の通り個性派俳優と見られる向きも多いが、いかなる役にもなりきるため準備を怠らない面を見て刺激的と称する意見もある。
一方タップダンスにおいては、ひとたび舞台に出るだけで大きくステージを盛り上げる存在となっている。
俳優になる前は大阪の超一流ホテルにてホテルマンをしていた。

## 特技
- タップダンス
- 太鼓
- 陶芸
- 料理

## 好きな食べ物
- スパゲッティー
- 白米
- から揚げ
- ボリビアの岩塩
- ひもキュー巻き

## 嫌いな食べ物
- まぐろ
- 焼き肉
- 大将のカレー

## 出演

### ドラマ
- アットホーム・ダッド
- 新米事件記者・三咲
- 海猿
- 快感職人
- 小悪魔になる方法
- 警視庁捜査一課強行犯七係
- バンビ〜ノ!

### 舞台
- 幕末乃丘
- サムライ若き獅子時を駆ける
- GANG'07・'08
- 真夏の夜の夢
- ぴよぴよしおじお
- 2008年度　江原啓之スピリチュアル講座　東京講座・大阪講座　司会
- 2009年度　江原啓之スピリチュアル講座　東京講座・大阪講座　司会